# Giải Bodil cho nữ diễn viên chính xuất sắc nhất
Giải Bodil cho nữ diễn viên chính xuất sắc nhất là một giải Bodil dành cho nữ diễn viên chính diễn xuất trong một phim, được bầu chọn là xuất sắc nhất.
Dưới đây là danh sách các người đoạt giải:

## Các người đoạt giải từ năm 1948–1999
| Năm       | Người đoạt giải        | Tên phim                                      |                      |
| 1948      | Bodil Kjer             | Soldaten og Jenny                             |                      |
| 1949      | Karin Nellemose        | Kampen mod uretten                            |                      |
| 1950      | Astrid Villaume        | Susanne                                       |                      |
| 1951      | Không trao giải        | Không trao giải                               | Không trao giải      |
| 1952      | Bodil Kjer             | Mød mig paa Cassiopeia                        |                      |
| 1953      | Không trao giải        | Không trao giải                               | Không trao giải      |
| 1954      | Tove Maës              | Himlen er blå                                 |                      |
| 1955      | Birgitte Federspiel    | Ordet                                         |                      |
| 1956      | Sigrid Horne-Rasmussen | Altid ballade                                 |                      |
| 1957      | Birgit Sadolin         | Tre piger fra Jylland                         |                      |
| 1958      | Clara Pontoppidan      | En kvinde er overflødig                       |                      |
| 1959      | Birgitte Federspiel    | En fremmed banker på                          |                      |
| 1960      | Bodil Ipsen            | Tro, håb og kærlighed (Tin, Yêu và Hy vọng)   |                      |
| 1961      | Lise Ringheim          | Den sidste vinter (Mùa đông cuối cùng)        |                      |
| 1962      | Không trao giải        | Không trao giải                               | Không trao giải      |
| 1963      | Helle Virkner          | Den kære familie (Gia đình thân yêu)          |                      |
| 1964      | Laila Andersson        | Gudrun                                        |                      |
| 1965      | Lone Hertz             | Tine                                          |                      |
| 1966      | Không trao giải        | Không trao giải                               | Không trao giải      |
| 1967      | Lone Hertz             | Uro                                           |                      |
| 1968      | Harriet Andersson      | Mennesker mødes og sød musik opstår i hjertet |                      |
| 1969      | Không trao giải        | Không trao giải                               | Không trao giải      |
| 1970      | Anne-Lise Gabold       | Midt i en jazztid                             |                      |
| 1971      | Tove Maës              | Det er nat med fru Knudsen                    |                      |
| 1972      | Không trao giải        | Không trao giải                               | Không trao giải      |
| 1973      | Lotte Tarp             | Farlige kys (Nụ hôn nguy hiểm)                |                      |
| 1974      | Preis nicht vergeben   | Preis nicht vergeben                          | Preis nicht vergeben |
| 1975      | Agneta Ekmanner        | Per                                           |                      |
| 1976      | Ghita Nørby            | Den korte sommer (Mùa hè ngắn ngủi)           |                      |
| 1977–1978 | Không trao giải        | Không trao giải                               | Không trao giải      |
| 1979      | Kirsten Olesen         | Honning måne (Trăng mật)                      |                      |
| 1980      | Không trao giải        | Không trao giải                               | Không trao giải      |
| 1981      | Karen Lykkehus         | Næste stop – Paradis                          |                      |
| 1982      | Solbjørg Højfeldt      | Slingrevalsen                                 |                      |
| 1983      | Tove Maës              | Felix                                         |                      |
| 1984      | Line Arlien-Søborg     | Skønheden og udyret                           |                      |
| 1985      | Không trao giải        | Không trao giải                               | Không trao giải      |
| 1986      | Stine Bierlich         | Ofelia kommer til byen                        |                      |
| 1987      | Kirsten Lehfeldt       | Flamberede hjerter (Các trái tim bốc lửa)     |                      |
| 1988      | Không trao giải        | Không trao giải                               | Không trao giải      |
| 1989      | Karina Skands          | Himmel og Helvede (Thiên đàng & Hỏa ngục)     |                      |
| 1990      | Ghita Nørby            | Dansen med Regitze                            |                      |
| 1991      | Trine Dyrholm          | Springflod                                    |                      |
| 1992      | Ghita Nørby            | Freud flytter hjemmefra                       |                      |
| 1993      | Anne Louise Hassing    | Kærlighedens smerte                           |                      |
| 1994      | Sofie Gråbøl           | Sort høst                                     |                      |
| 1995      | Kirsten Rolffes        | Riget                                         |                      |
| 1996      | Puk Scharbau           | Kun en pige                                   |                      |
| 1997      | Emily Watson           | Breaking the Waves                            |                      |
| 1998      | Sidse Babett Knudsen   | Lets Get Lost                                 |                      |
| 1999      | Bodil Jørgensen        | Idioterne                                     |                      |

### Các người đoạt giải & các người được đề cử từ năm 2000
2000
Sidse Babett Knudsen – Den eneste ene
Iben Hjejle – Mifunes sidste sang (Bài ca chót của Mifune)
Sofie Stougaard – Bornholms stemme
2001
Björk – Dancer in the Dark
Ann Eleonora Jørgensen – Italiensk for begyndere (Tiếng Ý cho các người mới học)
Ghita Nørby – Her i nærheden
Anette Støvelbæk – Italiensk for begyndere
2002
Stine Stengade – En kærlighedshistorie (Một chuyện tình)
Charlotte Munck – En kort en lang
Sidse Babett Knudsen – Monas verden
Viveka Seldahl – En sang for Martin
2003
Paprika Steen – Okay
Maria Bonnevie – Jeg er Dina (Tôi là Dina)
Maria Rich – Små ulykker
Sonja Richter – Elsker dig for evigt (Open Hearts)
2004
Birthe Neumann – Lykkevej
Maria Bonnevie – Reconstruction
Nicole Kidman – Dogville
Stephanie Leon – Bagland
2005
Connie Nielsen – Brødre (Brothers)
Lotte Andersen – Oh Happy Day
Sofie Gråbøl – Lad de små børn
Ann Eleonora Jørgensen – Forbrydelser
Sonja Richter – Villa paranoia
2006
Trine Dyrholm – Fluerne på væggen
Signe Egholm Olsen – Nordkraft
Sofie Gråbøl – Anklaget
Birthe Neumann – Solkongen
2007
Trine Dyrholm – En Soap
Laura Christensen, Stephanie Leon & Julie Ølgaard – Råzone
Lene Maria Christensten – Fidibus
Sidse Babett Knudsen – Efter brylluppet
Stine Stengade – Prag
2008
Noomi Rapace – Daisy Diamond
Rikke Louise Andersson – Hvid nat
Sonja Richter – Cecilie
Paprika Steen – Vikaren
Semra Turan – Fighter